# Ferdina flavescens
Espèce
Ferdina flavescens est une espèce d'étoiles de mer de la famille des Ophidiasteridae. 

## Description et caractéristiques
C'est une étoile régulière de taille moyenne (environ 15 cm), pourvu comme la plupart des membres de la famille des Ophidiasteridae de 5 bras cylindriques et d'un disque central assez réduit. Le bout des bras est tronqué et arrondi, et la gouttière ambulacraire qui les parcourt sur la face inférieure remonte verticalement l'extrémité du bras où elle se termine par un ocelle discret. L'ensemble de la face aborale (supérieure) est couvert de tubercules arrondis relativement durs et disposés de manière dense mais irrégulière. Entre ces plaques émergent de petites touffes clairsemées de papules respiratoires (généralement par groupes de 2 ou 3). 

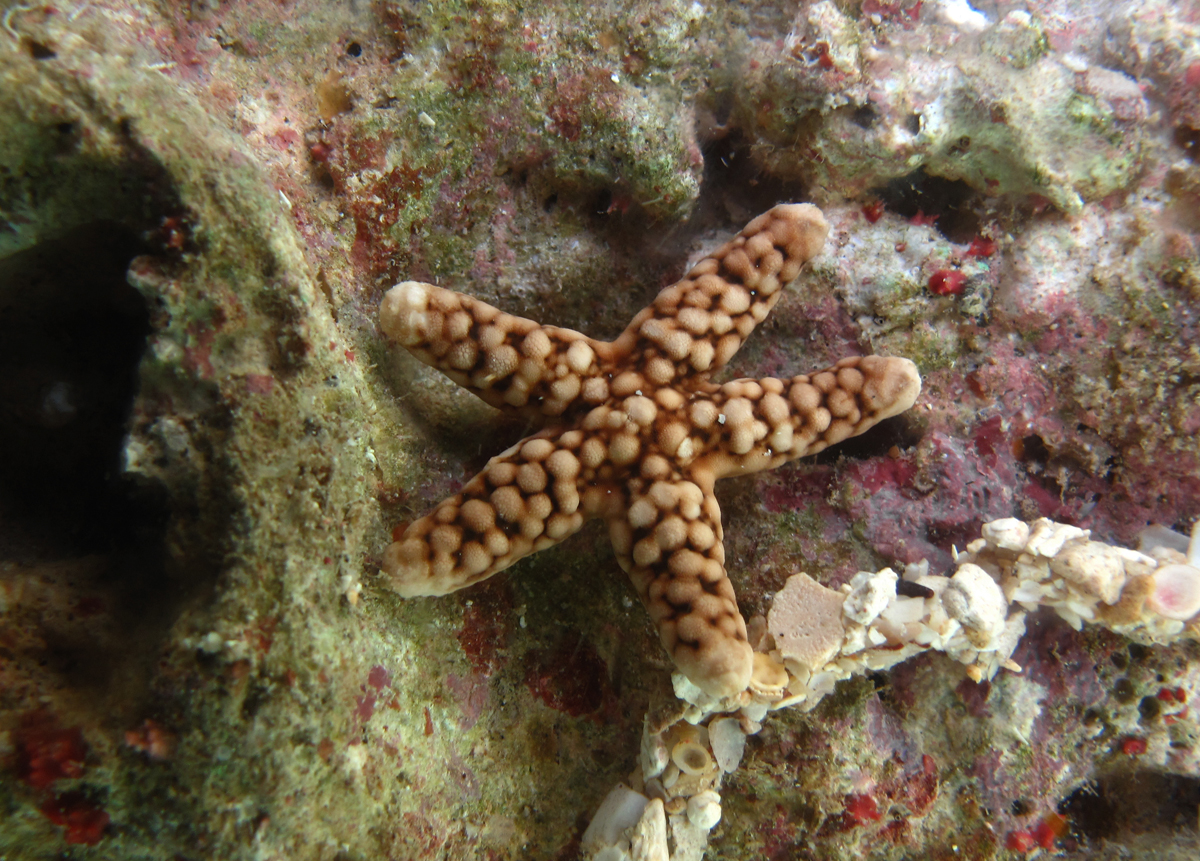
Jeune Ferdina flavescens à La Réunion.

## Habitat et répartition
Cette espèce est relativement rare, et semble endémique du bassin des Mascareignes (notamment La Réunion) et de Madagascar. Elle peut être rencontrée à des profondeurs de baignade.